# Sínzeppelin

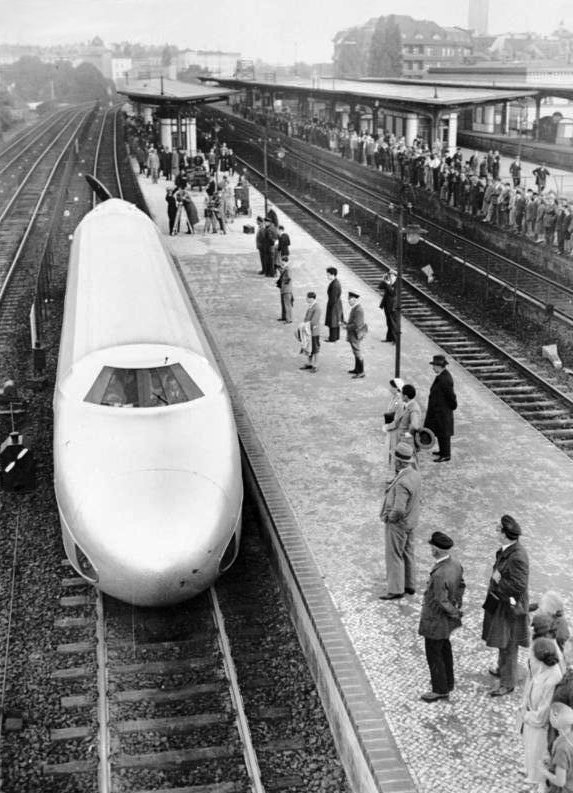
A Sínzeppelin Berlinben 1931 június 21-én

A Sínzeppelin légcsavaros hajtású német kísérleti vasúti jármű volt.

## Története
A motorkocsit 1930 kezdetén építették a német Birodalmi Vasút, a "Deutsche Reichsbahn", Hannover-Leinhausen gyáraiban. A munka még abban az évben, ősszel befejeződött. A vonat sokáig 25,85 méter hosszú és 2,8 méter magas volt, tengelytávolsága 19,6 méteres volt. Összesen 2 tengelye volt AA tengelyelrendezéssel. Súlya pedig mindössze 20,3 t volt.
Eredetileg a motorja egy 600-as BMW VI 12 repülőgép benzinmotor volt. A jármű hátuljánál pedig egy kőrisfából készült légcsavar volt. A kardántengely a vízszinteshez képest 7 fokkal volt magasabb, hogy a járművet lefelé szorítsa. A kocsi külsejét áramvonalasra tervezték, amely hasonlított a korszak zeppelin léghajóihoz. A belseje egyszerű volt.
1931. május 10-én a vonat elsőként érte el a 200 kilométer per órás sebességet. 1931. június 21-én a vasúti szerelvény egy újabb, 230 kilométeres új vasúti gyorsasági világrekordot ért el a Berlin-Hamburg vasútvonalon, Karstädt és Dergenthin között. Ezt a rekordot csak 1954-ben sikerült felülmúlni. A motorkocsi még mindig tartja a földi gyorsasági rekordot, amivel benzinüzemű vasúti jármű haladt. Ezt az alacsony súlyának is köszönhette.
1932-ben a tervező Franz Kruckenberg elkezdett egy új projektet a vasúti kocsival, ami jelentős módosításokkal járt. A módosításokat 1932 novemberéig befejezték. A repülőgépmotort továbbra is használták. A járműnek ez a verziója 1933 kezdetén elérte 180 km/h-t. A sok probléma miatt a Sínzeppelin csak prototípus maradt. A Deutsche Reichsbahn úgy döntött, hogy más úton folytatja a nagy sebességű vasútfejlesztést. 1933-ban a DRG megépítette a saját terve alapján a nagysebességű motorkocsiját, a Repülő Hamburgit. A DRG új terve alkalmas volt rendszeres szolgáltatásra és a későbbi motorkocsi fejlesztések alapjaként szolgált. A Kruckenberg ötletek közül sok elősegítette a későbbi motorkocsi fejlesztéseket.
1934 kezdetén a vonatot újjáépítették és egy Maybach GO 5 motort szereltek bele. 1934 júliusában eladták a Deutsche Reichsbahnnak. Öt évvel később, 1939-ben a vasúti zeppelint végül szétbontották, mert az anyagára szüksége volt a német hadseregnek.

## Korlátozások
A motorkocsin számos korlátozás volt érvényben. Különleges kialakítása miatt nem vontathatott kocsikat, nem alkothatott vonatot. Meredekebb emelkedőkre a légcsavar nem volt képes feljuttatni a sínzeppelint és csak egy irányba tudott közlekedni. Nagyon veszélyes volt nagyméretű, forgó légcsavarja miatt. A keletkező légörvény felkaphatta a sín zúzottkövét, amely zsúfolt, forgalmas állomáson nagyon balesetveszélyes volt.

## Modellvasutak
A Sínzeppelin több verzióját is kiadta a német Märklin vasúti modellgyártó, Z és H0-s méretarányban. Az egyetlen eredeti verzió a z méretű modell, amit korlátozott darabszámban gyártottak 1982-ben, hogy ünnepelje a 10. évfordulóját a z méretaránynak.

## Érdekességek
A Ferrero és a Deutsche Bahn 2013-ban közösen kiadott egy limitált Kinder tojás sorozatot öt jelentős német vasúti járművel. Az öt jármű közül az egyik a Sínzeppelin volt.

## Lásd még
- Bennie Railplane
- Aerovagon